# Templo de Santa Prisca (Taxco de Alarcón)
El Templo de Santa Prisca es un monumento colonial que se localiza en la ciudad de Taxco de Alarcón, en el norte del estado de Guerrero, México. Se trata de un edificio construido en la década de 1750 (más precisamente, entre los años 1751 y 1758), dedicado para el culto católico en esa población cuya principal actividad fue —y sigue siendo— la minería de la plata.
La construcción fue ordenada por José de la Borda, uno de los más prósperos empresarios mineros de la región taxqueña por el siglo XVIII. Aunque había llegado a Taxco sólo unos treinta y cinco años antes de la construcción del templo de Santa Prisca, José de la Borda ya era uno de los personajes más importantes del mineral, razón por la cual el Arzobispado de México le permitió erigir la parroquia a su entero gusto.
La altura de sus torres es desconocida, de acuerdo con la monografía del Instituto Nacional de Antropología e Historia (INAH). Sin embargo, se puede deducir que la altura es de 47 metros, de acuerdo con el registro de un andamio de esa altura, desde la base hasta el remate, abarcando la totalidad de la torre norte, utilizado en la restauración realizada en el templo, consecuencia de los terremotos de septiembre de 2017 y 2021.

## Construcción

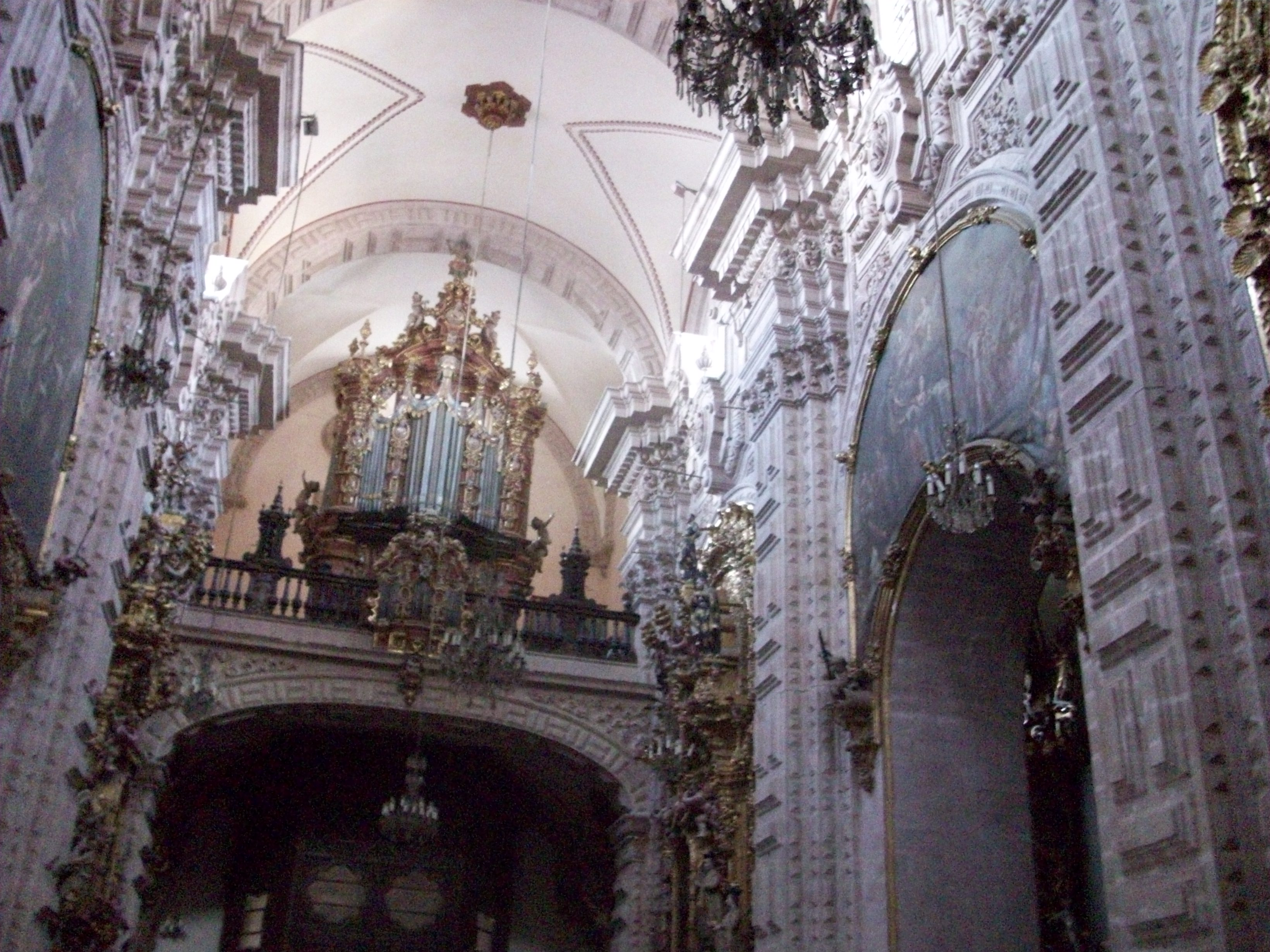
Nave principal.

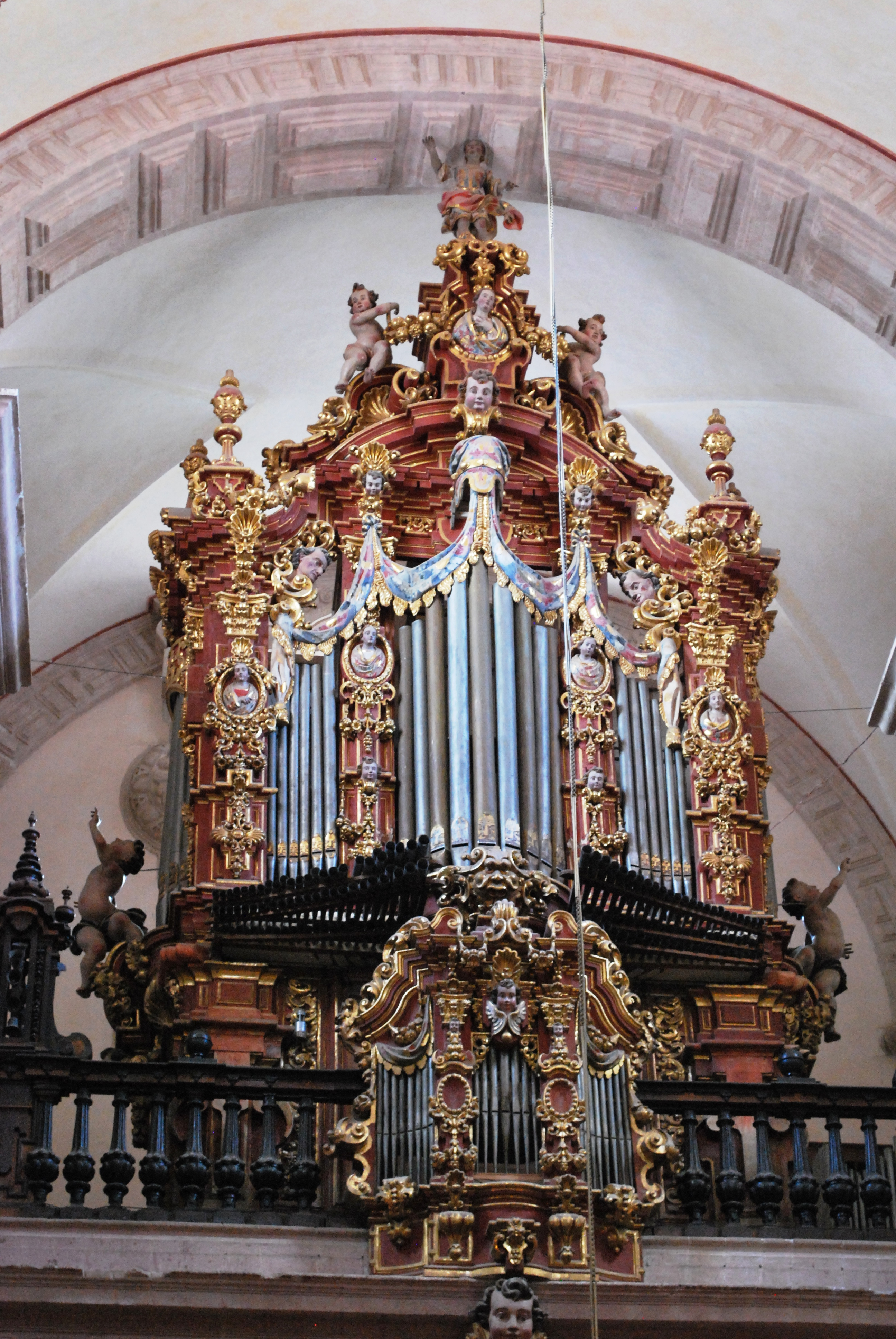
Detalle del coro.

La construcción templo de Santa Prisca en Taxco duró 7 años y medio y tuvo como propósito la creación de un espacio desde donde el sacerdote Manuel de la Borda —hijo de José de la Borda, benefactor y fundador de la parroquia— pudiera oficiar misa. El diseño arquitectónico estuvo a cargo de los arquitectos españoles peninsulares Diego Durán y Cayetano de Sigüenza. Los retablos son obra de los criollos Isidoro Vicente y Luis de Balbás.

## Descripción
La parroquia se ubica en una pequeña hondonada con respecto al resto de la ciudad de Taxco nivelada artificialmente. Tiene una planta de cruz latina, con una nave lateral que sirve de capilla para el altar de las Ánimas y una tribuna sobre calle de bóvedas de crucería con terceletes con la clave principal decorada que le hace de camuflaje al acceso al sagrario. Posee dos torres gemelas de estilo churrigueresco y una capilla decorada con azulejos de talavera, característicos de la arquitectura novohispana. 
De esta manera, se ve como la obra cuenta con un gran sentido verticalista y dominante. Las torres altas de estilo churrigueresco, fueron muy bien trabajadas en su parte superior para dejar intacto el basamento que actúa de contrafuerte visual para encuadrar la portada del retablo. Es así, como el frente cuenta con un lenguaje de composición arquitectónico, típico de la época, con columnas cilíndricas en la parte inferior y salomónicas en su parte superior.
Santa Prisca cuenta con nueve retablos, trabajados en madera y recubiertos con hoja de oro. El estilo de los retablos forma una unidad con el conjunto arquitectónico, es decir, se trata de una muestra del barroco novohispano de mediados del siglo XVIII. El retablo mayor está dedicado a la Purísima Concepción y a los santos patrones de la ciudad de Taxco de Alarcón: Santa Prisca y San Sebastián. El mismo, parece una cascada de tallas superpuestas donde la estructura tectónica y compositiva se pierde, dejando al conjunto que quiere mostrarse como un todo en vez de dividirse por partes. En las capillas del transepto del templo se ubican otros dos importantes retablos, uno dedicado a la Virgen de Guadalupe y el otro a la Virgen del Rosario.
Los temas centrales de la construcción son: la patrona Santa Prisca, San Sebastián, los evangelistas, las conchas (que simbolizan el bautismo de Jesús), las hojas de laurel (que simbolizan el triunfo de la fe) y las uvas, que representan la sangre de Cristo. 
En el interior se hallan pinturas de Miguel Cabrera, llamado «el divino», pintor oaxaqueño nacido en el siglo XVII, al que José de la Borda encargó un ciclo de 14 escenas de la vida de la Virgen María para la sacristía, dos óleos semicirculares relativos a los martirios de Santa Prisca y San Sebastián para la nave principal y la imagen de San Miguel Arcángel que preside el retablo de las Ánimas en la capilla lateral. 
En el 2010 se organizó el archivo parroquial donde se encontró que el documento más antiguo data de 1598.

## Aparición de Santa Prisca en Taxco
La historia sucedió en el año 1751, el mismo año en que fue iniciada la construcción de la parroquia. Una tarde en que José de la Borda se encontraba ausente de Taxco, pues se había trasladado por negocios a la ciudad de Guanajuato, se soltó una tormenta. Entonces, unos rayos cayeron sobre el lugar de la construcción. Los artesanos y albañiles que trabajaban en el templo se arrodillaron para rezar. De pronto, Santa Prisca se dejó ver en las alturas, sujetando con sus manos los relámpagos para impedir que causaran daño a la gente que se encontraba en el lugar. Luego desapareció poco a poco. Un cuadro en el templo recuerda esta leyenda.